# Prelios
Prelios S.p.A. ist ein italienisches Immobilienmanagement-Unternehmen mit Sitz in Mailand. Im Jahr 2020 betrug das Volumen des verwalteten Vermögens rund 44 Milliarden Euro.
Die Aktivitätsschwerpunkte liegen in Italien und konzentrieren sich auf die klassischen Immobilien-Dienstleistungen für institutionelle und private Eigentümer wie Vermögensverwaltung, Kreditvermittlung, Immobilienverwaltung und Facilitymanagement von Wohngebäuden und Gewerbeimmobilien.

## Entwicklung

Historisches Logo

Bis zur Trennung vom Reifenhersteller Pirelli im Oktober 2010 firmierte Prelios S.p.A. unter dem Namen Pirelli & C. Real Estate S.p.A., kurz Pirelli RE.
2011 führten Abschreibungen auf Immobilien, insbesondere auf das Portfolio der deutschen Wohnungsgesellschaft BauBeCon, zu einem negativen Konzernergebnis. In der Folge wurde das 2007 in einem Joint Venture mit RREEF (Tochtergesellschaft der Deutschen Bank) erworbene BauBeCon-Portfolio Ende 2011, nachdem die Finanzierung geplatzt war, von Barclays Investment Bank (vormals Barclays Capital) übernommen und 2012 von Deutsche Wohnen gekauft.
Im Juli 2008 beteiligte sich Pirelli RE über ein Konsortium an dem deutschen Kaufhaus-Portfolio Highstreet Holding.
Im August 2013 wurde eine Kapitalerhöhung durchgeführt. Prelios erhielt dadurch 115 Millionen Euro und konnte seine finanzielle Situation spürbar verbessern. Zur weiteren Unternehmensstrategie gehörte der Ausstieg aus allen verbliebenen Co-Investments in Deutschland und Italien in den nächsten Jahren und die Neuausrichtung als Immobilienmanager und -dienstleister.
2020 wurde das 2007 gegründet deutsche Tochterunternehmen Prelios Deutschland GmbH, das in Hamburg ansässig war und bundesweit in 28 Vertriebsstandorten und Regionalbüros rund 400 Mitarbeiter beschäftigte veräußert.

## Anteilseigner
Die Prelios S.p.A. befindet sich zu 99,7 % im Besitz der italienischen Holding Lavaredo S.p.A.